# Hierarquia urbana da Paraíba
A hierarquia urbana da Paraíba é a estruturação hierárquica dos centros urbanos paraibanos, refletindo o grau de subordinação e intensidade dos variados fluxos existentes entre essas cidades.
O Instituto Brasileiro de Geografia e Estatística (IBGE) produz estudos dedicados ao tema. O estudo "Divisão do Brasil em regiões funcionais urbanas", de 1966, foi sucedido por estudos denominados "Regiões de Influência das Cidades" (REGIC), com edições em 1978, 1993, 2007 e 2018.

## REGIC 2018
Divulgada pelo IBGE em 25 de junho de 2020, a REGIC 2018 mostra que a influência do Arranjo Populacional de Patos sob a região oeste da Paraíba superou o Arranjo Populacional de Campina Grande. Comparado com a pesquisa realizada em 2007, Campina Grande subordinava praticamente toda a região situada ao oeste da cidade, que atualmente se encontra sob a influência de Patos.
Devido a ascensão de Patos na região, Campina Grande caiu na classificação hierárquica, passando de capital regional B para capital regional C. Outras 10 cidades também perderam influência e declinaram no estado, como Itabaiana, Sousa e o Arranjo Populacional de Guarabira.
A nova atualização mostra que algumas cidades se tornaram mais influentes e aumentaram a centralidade no estado: São Bento, São José de Piranhas, Conceição, Picuí, Brejo do Cruz e Serra Branca, além dos arranjos populacionais de Solânea-Bananeiras e Cuité-Nova Floresta.

### Capitais regionais
As capitais regionais são o segundo nível da gestão territorial, e exercem influência no estado e em estados próximos. Subdividem-se em: capitais regionais A, capitais regionais B e capitais regionais C.
O Arranjo Populacional de João Pessoa ocupa a primeira posição na hierarquia estadual (classificado como capital regional A), mas a nova REGIC constatou que algumas cidades não estão ligadas a capital paraibana, como Conceição, no Sertão da Paraíba, que, com os centros locais de Ibiara e Santa Inês, que lhe são subordinados, é vinculada ao Arranjo Populacional de Juazeiro do Norte, no Ceará; e o centro urbano de Princesa Isabel, vinculado à Serra Talhada, em Pernambuco.
| Unidade federativa | A           | B | C              |
| ------------------ | ----------- | - | -------------- |
| Paraíba            | João Pessoa | - | Campina Grande |

### Centros sub-regionais
Os centros sub-regionais é uma categoria de cidade da hierarquia urbana do Brasil, definida pelo IBGE, que compreende cidades que exercem influência preponderante sobre os demais centros próximos, por se distinguir em bens, serviços, movimentos culturais, movimentos políticos etc. É hierarquizado em dois níveis, A e B.
| Unidade federativa | A                 | B                |
| ------------------ | ----------------- | ---------------- |
| Paraíba            | Patos, Cajazeiras | Guarabira, Sousa |

#### Centros de zona
Os centros de zona são municípios ou cidades que apresentam importância regional, limitando-se as imediações/redondezas, exercendo funções elementares de gestão. Também dividem-se em dois níveis: centros de zona A e centros de zona B.

## REGIC 2007

#### Capitais regionais
As capitais regionais são o segundo nível da gestão territorial, e exercem influência no estado e em estados próximos. Subdividem-se em: capitais regionais A, capitais regionais B e capitais regionais C.
| Paraíba | João Pessoa | Campina Grande | - |

#### Centros sub-regionais
Os centros sub-regionais é uma categoria de cidade da hierarquia urbana do Brasil, definida pelo IBGE, que compreende cidades que exercem influência preponderante sobre os demais centros próximos, por se distinguir em bens, serviços, movimentos culturais, movimentos políticos etc. É hierarquizado em dois níveis, A e B, sendo que no primeiro se enquadram 31 centros urbanos e no segundo 51. Isso totaliza 82 centros sub-regionais. São cidades médias que oferecem bens e serviços às cidades menores à sua volta; são menores que as metrópoles nacionais ou regionais.
| Unidade federativa | A                                   | B          |
| ------------------ | ----------------------------------- | ---------- |
| Paraíba            | Cajazeiras, Guarabira, Patos, Sousa | Itaporanga |